# Carlia aenigma
Carlia aenigma är en ödleart som beskrevs av  George R. Zug 2004. Carlia aenigma ingår i släktet Carlia och familjen skinkar. Inga underarter finns listade.